# Bergsjötjärnen (Fjällsjö socken, Ångermanland)
Bergsjötjärnen är en sjö i Strömsunds kommun i Ångermanland och ingår i Ångermanälvens huvudavrinningsområde.